# Kasztíliai Eleonóra navarrai királyné
Kasztíliai Eleonóra (Kasztília, 1363 körül – Olite, Navarra, 1416. március 5.) vagy Trastámarai Eleonóra, spanyolul: Leonor de Trastámara, Infanta de Castilla, baszkul: Leonor Gaztelakoa, kasztíliai királyi hercegnő (infánsnő) és navarrai királyné. I. János kasztíliai király húga, I. Blanka navarrai királynő anyja és III. Károly navarrai király felesége. Candale-i Anna magyar királyné ükanyja.

## Élete

Kasztíliai Eleonóra címere

II. Henrik kasztíliai király (1332–1379) és Kasztíliai Johanna (1339–1381) villenai úrnő lánya. Apja XI. Alfonz kasztíliai király fattyú fia volt, és Eleonóra 6 éves volt, mikor apja, Henrik trastámarai gróf legyőzte öccsét, I. Pétert és II. Henrik néven elfoglalta a trónt 1369-ben. 1375. május 27-én a kasztíliai Soriában feleségül ment III. Károly navarrai királyhoz. Házasságukból hosszú ideig csak lánygyermekek születtek. 1390-ig, amikor Eleonóra királyné elhagyta a férjét és a navarrai udvart, és leányaival a szülőhazájába, Kasztíliába távozott, a navarrai királyi párnak öt lánya született. A későbbi királynő, Blanka negyedik gyermekként jött a világra. Három nővére közül csak a legidősebb, Johanna (1382–1413) érte meg a felnőttkort, két fiatalabb nővére, Mária és Margit azonban még kisgyermekkorban meghalt. Az ötödik leány Beatrix hercegnő volt, aki még 1390 előtt született. Eleonóra királyné már nem volt jelen, mikor férjét 1390. február 13-án Pamplonában királlyá koronázták, így az ő koronázására csak később került sor. Valladolidban telepedett le leányaival, és bekapcsolódott hazája politikai életébe. 1390. október 9-én meghalt a bátyja, I. János kasztíliai király, és ekkor a kiskorú unokaöccse, III. Henrik foglalta el a trónt, és a régensség megszerzéséért féltestvérével, apja, II. Henrik számos fattyú gyermekeinek egyikével, Kasztíliai Frigyes benaventei herceggel és elsőfokú unokatestvérükkel, Kasztíliai Péter trastámarai gróffal, aki szintén XI. Alfonz kasztíliai király unokája volt, megalakították a Lillói Ligát. A közben 1393-ban 14 évesen hivatalosan nagykorúvá vált III. Henrik 1394-ben megostromolta a roai várat, ahol nagynénje tartózkodott ekkor, és rávette, hogy visszatérjen a férjéhez Navarrába. A királyné végül 1395 februárjában hagyta el szülőhazáját. A navarrai királyi párnak a házasságuk helyreállítása után még három gyermekük született, közöttük két fiú is, és 1397. augusztus 15-én végre megszületett a várva-várt fiú örökös, Károly herceg. Mindkét fiú azonban 1402-ben meghalt.
Két legidősebb életben maradt lányukat, Johannát és Blankát 1402-ben kiházasították. Az aragón királyi családdal történt békekötés megpecsételéseként előbb Johannát jegyezték el 1401-ben Idős Márton aragón király fiával, Ifjú Márton szicíliai királlyal és aragón trónörökössel, majd pedig miután Johanna infánsnő az öccsei halála (1402) után Navarra trónörököse lett, a sorban következő lányukkal, Blankával. Blanka 1402. november 9-én érkezett meg Szicíliába, a házasságot pedig 1402. november 26-án kötötték meg. Johanna trónörökösnő pedig szinte húgával egy időben ment férjhez 1402. november 12-én Olitében I. (Grailly) Jánoshoz, Foix grófjához.
A következő évben, 1403. június 3-án végre az elmaradt királynéi koronázás is megtörtént Pamplonában.
1413-ban meghalt elsőszülött lánya, Johanna navarrai királyi hercegnő gyermektelenül, így Blanka lett a Navarrai Királyság trónörököse, és ezért a navarrai királyi pár a mielőbbi hazatérésre ösztönözte a lányukat. Blanka 1415-ben hagyta el Szicília szigetét, amikor is a kormányzói székben felváltotta I. Ferdinánd aragóniai király másodszülött fia, János infáns, Blanka későbbi második férje, és Aragónia és Szicília későbbi uralkodója.
Eleonóra királyné 1416. március 5-én halt meg Olitében, és a pamplonai Szűz Mária Székesegyházban helyezték örök nyugalomra. Nyolc gyermeke közül csak két lánya, Blanka és Izabella élte őt túl. Az 1414. július 27-én kelt végrendeletében legkisebb lánya, Izabella hercegnő számára pénzt adományozott János aragón infánssal kötendő házasságához, de János infáns később Blanka lányát vette el feleségül, és lett II. János néven Navarra trónbitorló királya.

## Gyermekei
- Férjétől, III. Károly (1361–1425) navarrai királytól, 8 gyermek:
  - Johanna (1382–1413) navarrai trónörökösnő (1402–1413), férje I. (Grailly) János, Foix grófja (1382–1436), gyermeke nem született
  - Mária (1383–fiatalon)
  - Margit (1385–fiatalon)
  - Blanka (1387–1441), I. Blanka néven 1425-től Navarra királynője, 1. férje I. (Ifjú) Márton szicíliai király és aragón trónörökös (1374/75–1409), 1 fiú, 2. férje II. János, Navarra és Aragónia királya (1398–1479), 4 gyermek, többek között:
    - (1. férjétől): Márton (1406–1407) szicíliai trónörökös
    - (2. férjétől): (IV.) Károly (1421–1461), Viana hercege, 1441-től Navarra jog szerinti királya, felesége Ágnes klevei hercegnő (1422–1448), 4 házasságon kívüli gyermek
    - (2. férjétől): I. Eleonóra (1426–1479), 1479-től Navarra királynője, férje IV. Gaston foix-i gróf (1423–1472), 10 gyermek, többek között:
      - Gaston vianai herceg (1444–1470), felesége Valois Magdolna francia királyi hercegnő (1443–1495), 2 gyermek
        - I. Ferenc Phoebus navarrai király (1467–1483)
        - I. Katalin navarrai királynő (1470–1417)

      - Foix Johanna (1454 után–1476), V. János armagnaci gróf (1420–1473), l. lent, 1 leány
      - Foix Katalin (1460 után–1494 előtt), férje II. Gaston János candale-i gróf (1448 körül–1500), 4 gyermek
        - Candale-i Anna magyar királyné (1484–1506)

  - Beatrix (1388/89–1410), férje Bourbon Jakab (1369/70–1438), la Marche grófja, 2. házassága révén nápolyi király (1415–1416),[2] 3 leány, többek között:
    - Bourbon Eleonóra (1407–1463), la Marche grófnője, férje Armagnaci Bernát (1400–1462), Nemours hercege, Pardiac grófja, IV. János armagnaci gróf öccse, l. lent, 2 gyermek

  - Izabella (1396–1450), férje IV. János armagnaci gróf (1396–1450), 5 gyermek, többek között:
    - V. János (1420–1473), Armagnac grófja, felesége Foix Johanna (1454 után–1476), I. Eleonóra navarrai királynő és IV. Gaston foix-i gróf lánya, l. fent, 1 leány

  - Károly (Pamplona, 1397. augusztus 15. – Lizarra (Estella), 1402. augusztus 12.) navarrai királyi herceg és trónörökös
  - Lajos (Olite, 1402 – 1402. október 14.) navarrai királyi herceg és trónörökös